# Marion Post Wolcott

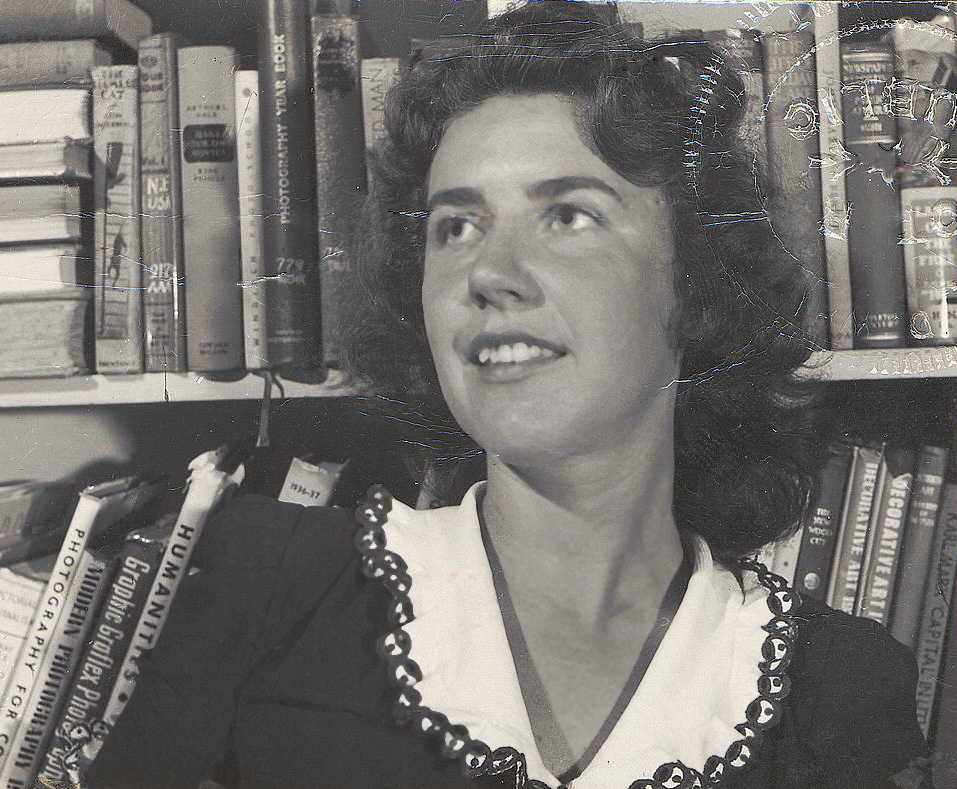
Marion Post Wolcott nel 1940.

Marion Post Wolcott (17 giugno 1910 – 24 novembre 1990) è stata una fotografa statunitense.

## Biografia
Fu una nota fotografa che ha lavorato per la Farm Security Administration durante la Grande depressione che documentò la povertà e privazioni. È nata nel New Jersey. I suoi genitori si sono separati e lei è stata inviata al collegio e quando non era a scuola passava il tempo a casa con la madre nel Greenwich Village. Qui ha incontrato molti artisti e musicisti e si interessò alla danza. Ha studiato presso The New School.
È stata istruita come maestra e andò a lavorare in una piccola città nel Massachusetts. Qui vide la realtà della depressione e dei problemi dei poveri. Quando la scuola chiuse andò in Europa per studiare con la sorella Elena. Elena stava studiando con Trude Fleischmann, una fotografa viennese. Marion mostrò alcune delle sue fotografie alla Fleischmann e questa le disse di dedicarsi alla fotografia.
Mentre era a Vienna vide alcuni nazisti attaccare la popolazione ebraica e inorridì. Ben presto lei e sua sorella tornarono in America per sicurezza. Tornò ad insegnare, ma continuò anche la sua fotografia e fu coinvolta nel movimento antifascista. Al New York Photo League ha incontrato Ralph Steiner e Paul Strand che la incoraggiarono. Quando scoprì che il Philadelphia Evening Bulletin voleva mandarla a fare "storie di donne ", Ralph Steiner prese il suo portfolio per mostrarlo a Roy Stryker, capo della Farm Security Administration e Paul Strand scrisse una lettera di raccomandazione. Stryker fu colpito dal suo lavoro e l'assunse immediatamente.
Le sue fotografie per la Farm Security Administration spesso esplorano gli aspetti politici della povertà e della privazione. Inoltre spesso mostra l'umorismo nelle situazioni che ha incontrato. Il suo lavoro è una delle migliori nel vasto archivio.
Nel 1941 ha incontrato Lee Wolcott. Quando ebbe finito il suo lavoro per la Farm Security Administration lo sposò e in seguito crebbe una famiglia, viaggiando molto e vivendo all'estero.

## Galleria d'immagini

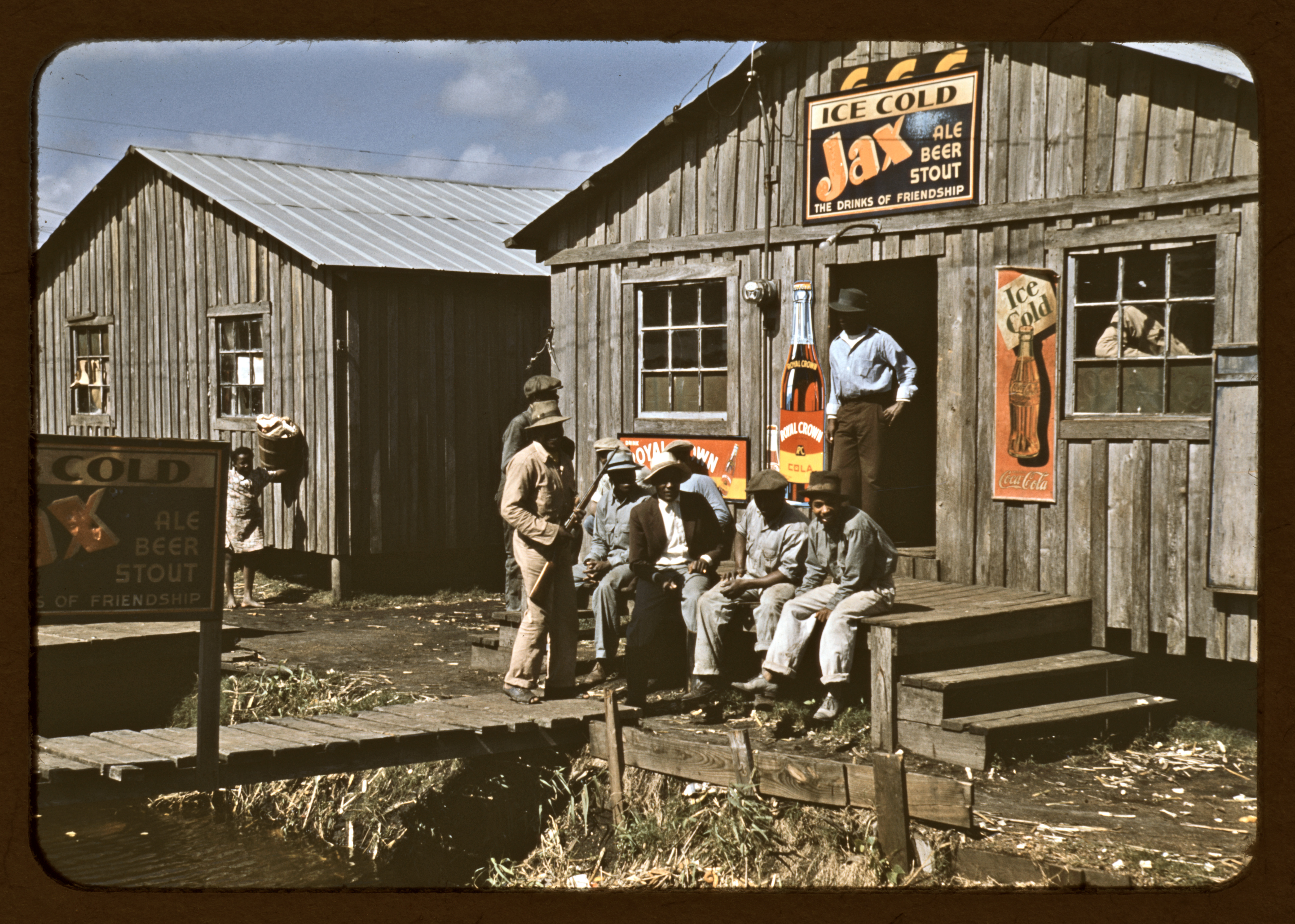
A juke joint located in Belle Glade, Florida. Photographed by Marion Post Wolcott in 1944.
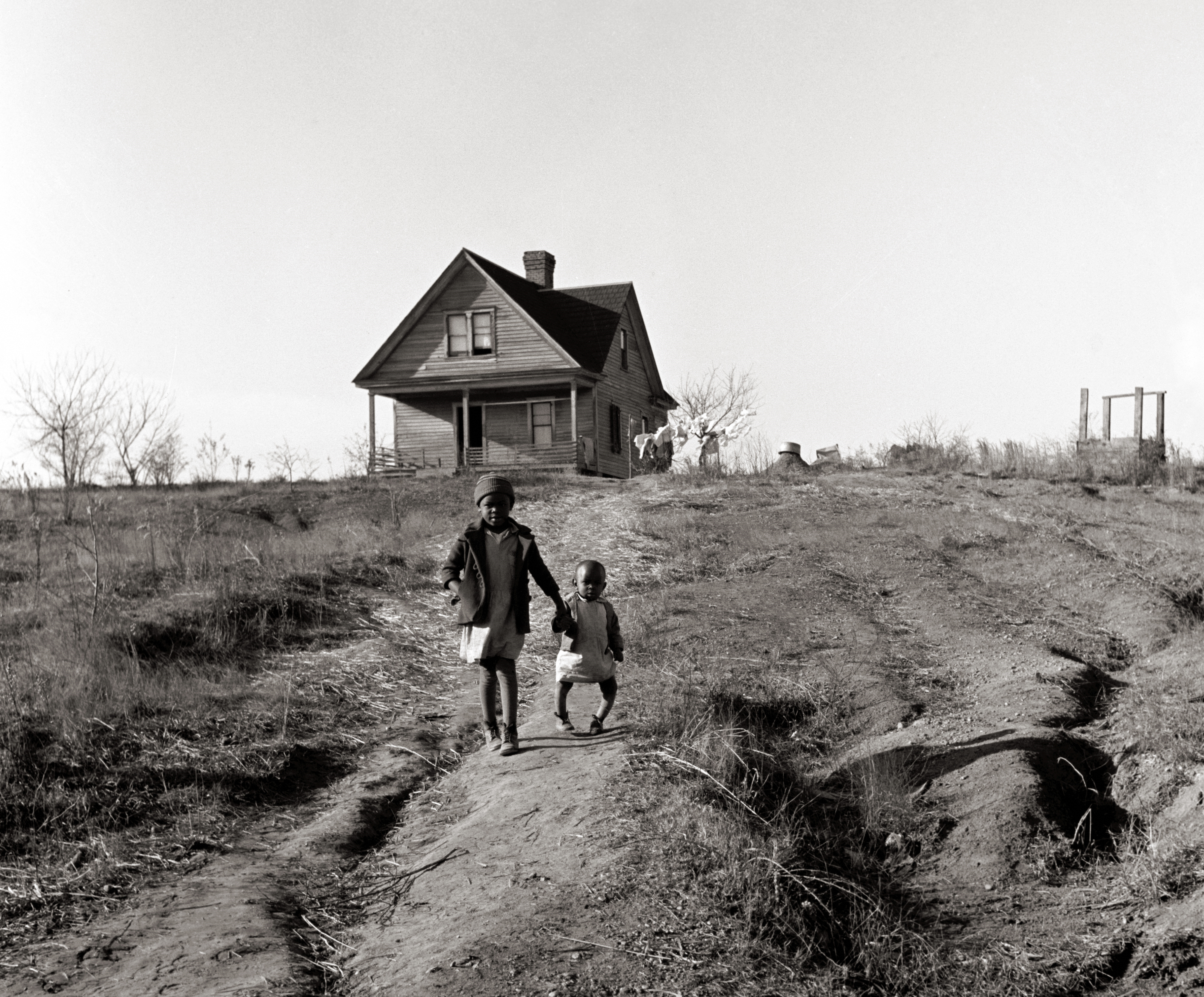
African American children from Wadesboro, Carolina del Nord. Photographed by Marion Post Wolcott in 1938.
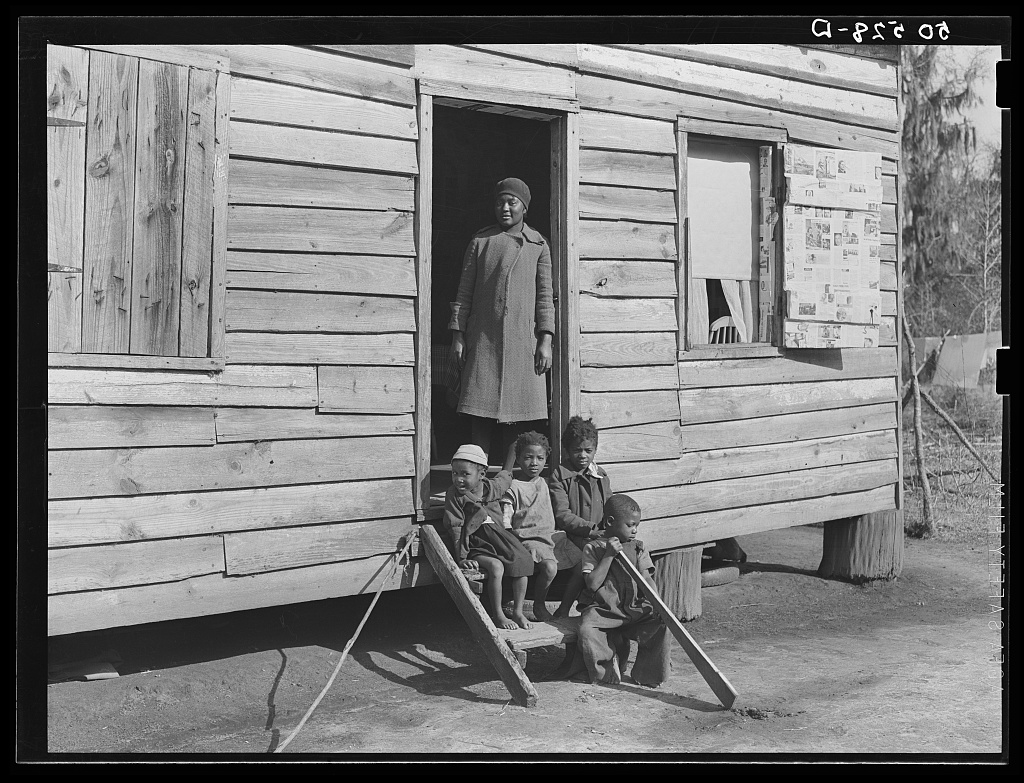
Negro Home vicino a Charleston, Carolina del Sud, 1938